# マリアアザミ
マリアアザミ（学名: Silybum marianum）はキク科オオアザミ属の二年草。英名はミルクシスル (Milk thistle) 。原産地はヨーロッパ（地中海沿岸）。日本には嘉永年間に渡来し、西日本などに点在して帰化植物として分布している。標準和名はオオアザミ（大薊）。マリアアザミはその別名で、聖母マリアにミルクを捧げる娘がトゲに触れ、驚いてこぼしたミルクが葉を白くしたという伝説による。中国名は、水飛薊。

## 特徴
二年草。茎は高さ60 - 150センチメートル (cm) ほどになり、無毛またはやや毛がある。根生葉が地表に広がって、大きな株になる。根生葉の長さは40 cm、幅13 cmに達し、短い柄がつく。中部以上の葉には柄がなく茎を抱き、根生葉とともに縁には長いトゲがある。葉脈に沿って白いまだら模様があるのが特徴。
花期は夏。茎の頂部に頭花を1個つける。総苞は幅5 - 7 cmあり、総苞片は幅1.5 cmにもなり縁にトゲが多くつく。筒状花は紅紫色から淡紅色で、両生花、花糸の下部が合着して筒になるのは本種の特徴である。花床には毛状の鱗片が多い。
花後にできる果実は黒褐色で長さ6 - 7ミリメートル (mm) 、無毛で滑らかである。冠毛は長さ1.5 cmで脱落しやすい。種子にはシリマリン (Silymarin) と呼ばれる4種のフラボノリグナン類が多く含まれ、傷ついた肝細胞の修復を助けるとされている。

## 医療用途
成分シリマリンは、主な活性成分シリビニンを含む。
ヨーロッパでは2000年以上も前から、主に肝臓の疾患などに対して種子が利用されてきた。近年では肝機能改善のためのサプリメントとして利用されている。ドイツのコミッションE（ドイツの薬用植物の評価委員会）は、粗抽出物の消化不良に対する使用、標準化製品の慢性肝炎と肝硬変への使用を承認している。米国ハーブ協会の分類はクラス1で、適切に使用される場合、安全に摂取することができるハーブに分類されている。
アメリカ国立補完統合衛生センターによる2012年の臨床試験では、一般的治療が効果を示さない慢性C型肝炎患者について、偽薬を上回る効果は確認できないとしている。